# 赫洛普基夫
50°22′55″N 31°21′31″E / 50.38194°N 31.35861°E
赫洛普基夫（烏克蘭語：Хлопків）是位於烏克蘭北部的村莊，由基辅州布羅瓦里區的巴里希夫卡市鎮負責管轄。該村始建於1400年，面積0.37平方公里，海拔高度105米，2001年人口40，人口密度每平方公里108.1人。